# Pauline Krawczyk
Pour les articles homonymes, voir Krawczyk.
Pauline Krawczyk, née le 17 mars 1985 à Poznań (Pologne), est une joueuse de basket-ball franco-polonaise, évoluant au poste d’ailière.

## Biographie
Native de Poznań, où réside encore l'essentiel de sa famille, elle a la double nationalité polonaise et française.
Elle commence le basket au FC Mulhouse puis avec le Racing Club de Strasbourg avant d'intégrer le pôle France à Toulouse. Elle enchaîne en espoirs avec le CJM Bourges de 2003 à 2006. Elle rejoint ensuite le SCAB 63 à Clermont-Ferrand pour effectuer en parallèle sa formation de gardien de la paix à Châtel-Guyon. « J’ai passé mon concours en 2005 et effectué mon école de Police à Chatel-Guyon en 2006-2007. C’est un an d’école en immersion alternée en commissariat. »
Elle rejoint Montpellier en 2008, mais n'est pas conservée après sa blessure au genou au printemps 2010. Elle reprend la compétition au Lotos Gdynia (Pologne) en janvier 2011 et y remporte la Coupe de Pologne.
Elle joue une saison à Tarbes avant de revenir chez les championnes de France de Bourges. Peu en réussite avec son tir, elle contribue néanmoins à la troisième de l'Euroligue 2012-2013. En avril 2013, elle remporte le titre de championne de France avec Bourges.
Après une année mitigée à Bourges avec 2,8 points et 1,5 rebond en LFB et 2,2 points et 1,1 rebond en Euroligue, elle rejoint en août 2013 Arras. Elle passe la saison suivante à Mondeville au terme de laquelle elle annonce la fin de sa carrière professionnelle pour reprendre son poste de fonctionnaire à la police aux frontières de l’aéroport de Strasbourg,. Elle s'engage alors pour le club de la SIG en Ligue 2.
En avril 2017, elle met un terme à sa carrière sportive.

## Clubs
| Saisons                | Équipe                             | Pays    |
| ---------------------- | ---------------------------------- | ------- |
| 1996-1999              | Mulhouse                           | France  |
| 1999-2000              | Strasbourg                         | France  |
| 2000-2001              | Centre fédéral de Toulouse (NF2)   | France  |
| 2001-2003              | Centre fédéral (NF1)               | France  |
| 2003-2006              | CJM Bourges Basket                 | France  |
| 2006-2008              | Stade clermontois                  | France  |
| 2008-décembre 2010     | Lattes-Montpellier                 | France  |
| janvier 2011-juin 2011 | Lotos Gdynia                       | Pologne |
| 2011-2012              | Tarbes Gespe Bigorre               | France  |
| 2012-2013              | CJM Bourges Basket                 | France  |
| 2013-2014              | USO Mondeville                     | France  |
| 2014- 2015             | Arras Pays d'Artois Basket Féminin | France  |
| 2015-2017              | Strasbourg Illkirch-Graffenstaden  | France  |

## Palmarès

### Équipe de France

#### Senior
- Championne d’Europe 2009 à Rīga (Lettonie)

#### Jeune
- Championne d'Europe avec l'équipe de France cadette en 2001
- Vice-championne d'Europe avec l'équipe de France junior en 2002.
- Médaille de bronze aux championnats du monde des -20 ans en 2005
- Championne d'Europe avec l'équipe de France des 20 ans et moins en 2005

### Clubs
- Formation et détection en tant que joueuse potentielle : FC Mulhouse
- Championne de France : 2006, 2013[8]
  - Finaliste du Championnat de France de basket-ball : 2004, 2005
- Vainqueur du tournoi de la Fédération : 2006
  - Finaliste du Tournoi de la Fédération : 2005
- Coupe de France : 2005, 2006
- Coupe de Pologne 2011
- Troisième de l'Euroligue 2012-2013[7].
- Sélectionné en équipe de France pour la préparation à l'EuroBasket féminin 2013 par Pierre Vincent.

## Distinctions personnelles
Elle figure dans le deuxième cinq idéal de l'Eurocoupe 2010.

## Statistiques personnelles en LFB
| Saison Club           | M  | Min   | 2Pts | 2Pts | 2Pts | 2Pts int. | 2Pts int. | 2Pts int. | 2Pts Ext. | 2Pts Ext. | 2Pts Ext. | 3Pts | 3Pts | 3Pts | LF | LF | LF    | Rebonds | Rebonds | Rebonds | Rebonds | F   | Fp  | C   | PD  | Int | BP  | Eva | Pts | Pts |
| Saison Club           | M  | Mo    | R    | T    | %    | R         | T         | %         | R         | T         | %         | R    | T    | %    | R  | T  | %     | Ro      | Rd      | Rt      | Mo      | F   | Fp  | C   | PD  | Int | BP  | Mo  | Tot | Mo  |
| 2006-2007 Clermont-Fd |    |       |      |      |      |           |           |           |           |           |           |      |      |      |    |    |       |         |         |         |         |     |     |     |     |     |     |     |     |     |
| 2005-2006 Bourges     | 9  | 13:55 | 6    | 12   | 50.0 | 3         | 5         | 60.0      | 3         | 7         | 42.9      | 10   | 24   | 41.7 | 4  | 4  | 100.0 | 4       | 13      | 17      | 1.9     | 1.8 | 0.6 | 0.1 | 0.8 | 0.7 | 1.7 | 4.7 | 46  | 5.1 |
| 2004-2005 Bourges     | 18 | 09:50 | 17   | 26   | 65.4 | 15        | 21        | 71.4      | 2         | 5         | 40.0      | 6    | 23   | 26.1 | 9  | 16 | 56.3  | 11      | 16      | 27      | 1.5     | 1.4 | 0.7 | 0.0 | 0.2 | 0.2 | 0.8 | 2.6 | 61  | 3.4 |
| 2003-2004 Bourges     | 6  | 07:41 | 2    | 9    | 22.2 | 1         | 7         | 14.3      | 1         | 2         | 50.0      | 1    | 6    | 16.7 | 0  | 0  | 0.0   | 5       | 5       | 10      | 1.7     | 1.2 | 0.3 | 0.2 | 0.3 | 0.3 | 0.8 | 0.8 | 7   | 1.2 |